# 10664 Phemios
10664 Phemios este o planetă minoră (asteroid), cu un diametru de 30,963 km, din Asteroid troian al lui Jupiter. A fost descoperită pe 25 septembrie 1973 la Observatorul Palomar de Cornelis Johannes van Houten și a fost numită după Phemius⁠(d). 
Obiectul prezintă o orbită caracterizată de o semiaxă mare de 5,1869185 UAi, o excentricitate de 0,032, o înclinație de 8,57712 ° în raport cu ecliptica.